# Hypericum attenuatum
Hypericum attenuatum är en johannesörtsväxtart som beskrevs av Fisch. och Jacques Denys Denis Choisy. Hypericum attenuatum ingår i släktet johannesörter, och familjen johannesörtsväxter. Inga underarter finns listade i Catalogue of Life.